# Ben Shahn
Benjamin Zwi Shahn (* 12. September 1898 in Kaunas, Litauen, Russisches Kaiserreich; † 14. März 1969 in New York City, New York) war ein US-amerikanischer Maler und Grafiker und gilt als ein Vertreter des Sozialen Realismus, einer Richtung des Amerikanischen Realismus. Er trat auch als Fotograf künstlerisch hervor.

## Leben

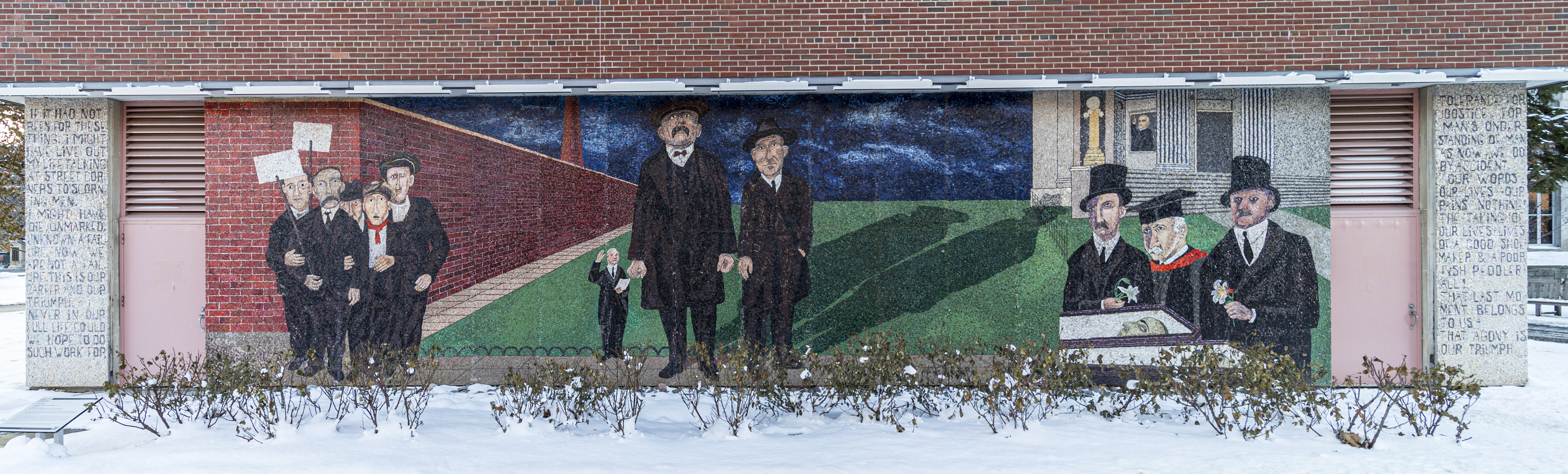
Dem ursprünglichen Tempera-Gemälde The Passion of Sacco & Vanzetti nachempfundenes Mosaik von Ben Shahn, das das Begräbnis von Sacco und Vanzetti interpretiert, an einer Wand der Syracuse University, New York State

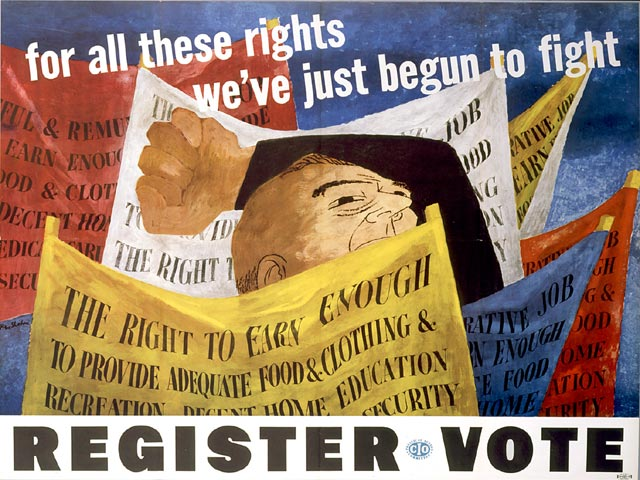
Plakat von Ben Shahn aus dem Jahr 1946 für die Wahrnehmung politischer Rechte

Shahns Eltern wanderten mit ihm 1906 in die Vereinigten Staaten von Amerika aus. Dort ging der Jugendliche Ben in die Lehre eines Lithografen. Von 1919 an studierte er an der New York State University und anschließend am City College in New York. 1922 wechselte er an die National Academy of Design. 1956 wurde er in die American Academy of Arts and Letters und 1959 in die American Academy of Arts and Sciences gewählt.
Shahn benutzte auch fotografische Vorlagen für seine Bilder, zuerst aus Zeitungen, später begann er selbst zu fotografieren und die eigenen Fotos zu benutzen. Auf den Straßen von New York fotografierte und dokumentierte er das Leben der Arbeiter und Immigranten während der Großen Depression. Gleichzeitig wurde er so zu einem frühen Vertreter der Straßenfotografie.

## Werk

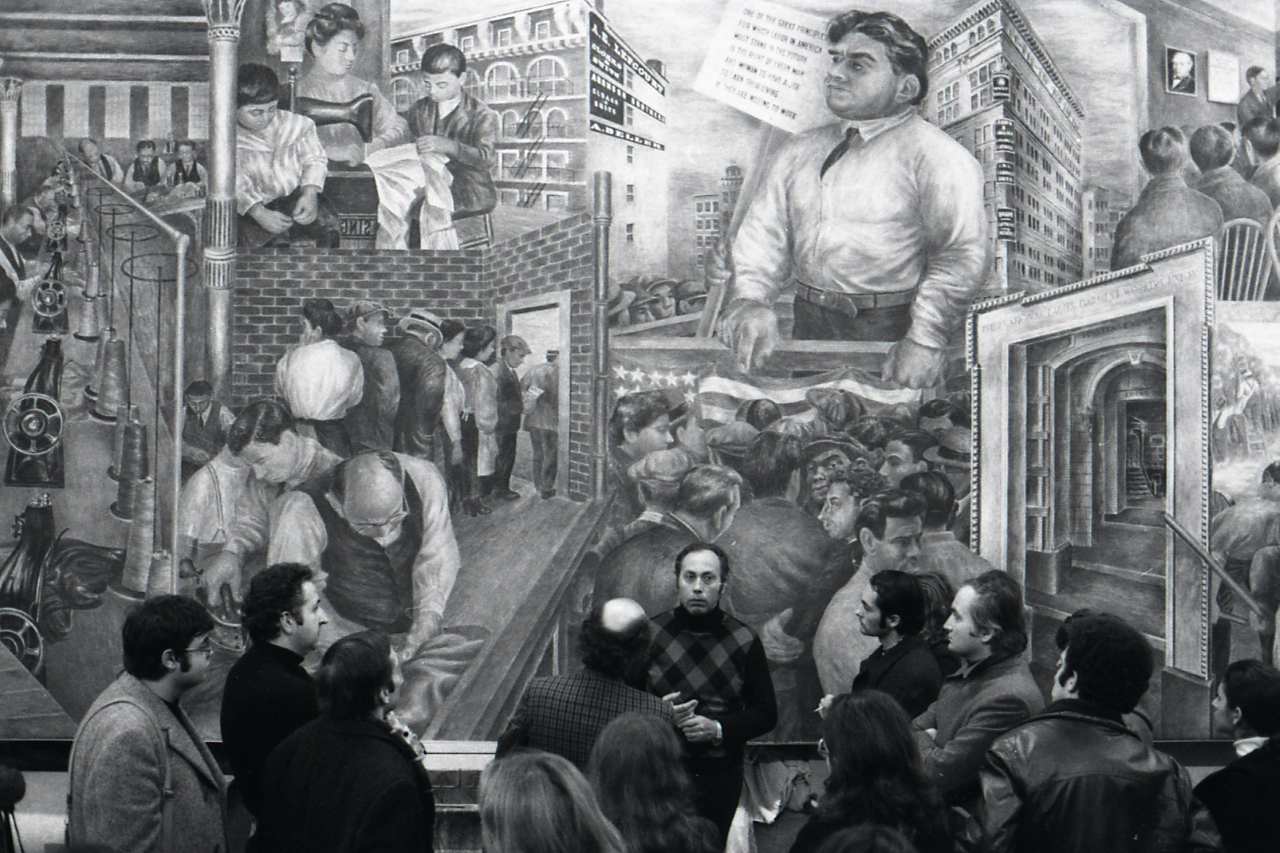
Mittleres Panel der Jersey Homesteads Wandmalerei (1937–1938) fotografiert von Paolo Monti im 1972

In seinen Bildern versuchte Shahn Gesellschaftsformen und Missstände derselben in einer Form von naivem Realismus darzustellen. Durch die Begegnung mit Diego Rivera kam er in den dreißiger Jahren zur Wandmalerei. Zu den bedeutendsten Werken von Shahn gehören die Bilder Ohio Magic und The Passion of Sacco & Vanzetti (Das Begräbnis der hingerichteten Sacco und Vanzetti, 1931–32). In letzterem verarbeitet er das umstrittene Todesurteil der amerikanischen Justiz gegen Sacco und Vanzetti von 1927, welches international bekannt und von einer weltweiten Öffentlichkeit als politisch motiviertes Fehlurteil kritisiert wurde.
Werke Ben Shahns waren bei der documenta 2 (1959), der documenta III (1964), und auch nach seinem Tod bei der documenta 6 im Jahr 1977 in Kassel vertreten.

## Ausstellungen
- Ben Shahn: Paintings and Drawings, 1930, Edith Halpert's Downtown Gallery in New York, New York
- 57th Annual American Exhibition: Water Colors and Drawings, 1946, Tate Gallery in London, England
- Ben Shahn: A Retrospective, 1947, Museum of Modern Art in New York, New York
- Esposizione Biennale internationale D’Arte XXVII, 1954 in Venedig, Italien
- Ben Shahn, 1962, Palais des Beaux-Arts in Brüssel, Belgien; Galleria Nazionale D'arte Moderna in Rom, Italien und Albertina in Wien, Österreich.
- The Collected Prints of Ben Shahn, 1969, Philadelphia Museum of Art in Pennsylvania.
- Ben Shahn: A Retrospective Exhibition, 1969, New Jersey State Museum, Trenton, New Jersey.
- Ben Shahn's New York: The Photography of Modern Times, 2000–2001, Fogg Art Museum, Cambridge, Massachusetts.